# Etinde
Etinde är en bergstopp i Kamerun.   Den ligger i regionen Sydvästra regionen, i den sydvästra delen av landet, 270 km väster om huvudstaden Yaoundé. Toppen på Etinde är 1 676 meter över havet, eller 497 meter över den omgivande terrängen. Bredden vid basen är 2,2 km.
Terrängen runt Etinde är bergig åt nordost, men åt sydväst är den kuperad. Trakten runt Etinde är ganska tätbefolkad, med 160 invånare per kvadratkilometer. Närmaste större samhälle är Limbe, 12,3 km sydost om Etinde. I omgivningarna runt Etinde växer i huvudsak städsegrön lövskog.